# گوردیکی
گوردیکی (به لاتین: Gordejki) یک روستا در لهستان است که در گمینا اولتسکو واقع شده‌است.